# Победа (Азовский район)
Победа — хутор в Азовском районе Ростовской области.
Входит в состав Задонского сельского поселения. Раннее, с момента основания,  назывался Весёлая Победа и входил в состав  Ростовского округа области Войска Донского.

## География
Расположен в 30 км (по дорогам) юго-восточнее районного центра — города Азова.
Хутор находится на левом берегу реки Кагальник.

### Улицы
| - ул. Авиационная, - ул. Азовская, - ул. Братства, - ул. Веселая, - ул. Д. Бедного, - ул. Молодёжная, - ул. Новая, | - ул. Победа, - ул. Садовая, - ул. Свободы, - ул. Степная, - ул. Филипченко, - ул. Школьная, | - пер. Вишневой, - пер. Космический, - пер. Ленина, - пер. Малый, - пер. Октябрьский, - пер. Петровский. |

## Население
| 1989 | 2002  | 2010  |
| ---- | ----- | ----- |
| 1298 | ↗1425 | ↗1573 |